# Ang Tshering
Pas d'image ? Cliquez ici
Ang Tshering (ou Ang Tsering ; 1904 - 22 mai 2002) était un sherpa connu pour sa participation à l'expédition britannique de 1924 sur le mont Everest et à la catastrophe d'escalade du Nanga Parbat en 1934.
Tshering est né au Népal en 1904 et a travaillé comme sherpa de 1924 à 1973. Au cours de l'expédition du Nanga Parbat, il a passé sept ou neuf jours dans la tempête jusqu'à ce qu'il atteigne le camp un, puis a pu alerter les Allemands de la catastrophe. Il a travaillé comme sherpa pour l'expédition indienne à l'Everest de 1965.

## Décoration
- Ordre du Mérite de la République fédérale d'Allemagne